# Oszmianka (Dziewieniszki)
Oszmianka – dawniej zaścianek − obecnie część Dziewieniszek na Litwie, w okręgu wileńskim, w rejonie solecznickim, w gminie Dziewieniszki.

## Historia
W czasach zaborów zaścianek w gminie Dziewieniszki, w powiecie oszmiańskim, w guberni wileńskiej Imperium Rosyjskiego. Pod koniec XIX wieku liczył 8 mieszkańców, należał do Malininowa.
W latach 1921–1945 zaścinek leżał w Polsce, w województwie wileńskim, w powiecie oszmiańskim, w gminie Dziewieniszki.
W 1931 zaścianek spisano łącznie z Dziewieniszkami.
Wierni należeli do parafii rzymskokatolickiej w Dziewieniszkach. Miejscowość podlegała pod Sąd Grodzki w Holszanach i Okręgowy w Wilnie; właściwy urząd pocztowy mieścił się w Dziewieniszkach.